# Henry Kravis
Henry R. Kravis (6. ledna 1944 Tulsa) je americký podnikatel, investor a filantrop. Je spoluzakladatelem KKR & Co. Inc. (Kohlberg Kravis Roberts), globální investiční společnosti s tržní kapitalizací téměř 24,7 mld. dolarů (listopad 2019). Hodnota jeho osobního majetku je odhadována na 6,4 mld. dolarů (únor 2020), což z něj podle časopisu Forbes činí 317. nejbohatší osobu na světě.
Politicky se identifikuje jako středopravicový republikán, který podporuje rozmanitá sociálně liberální témata a je významným finančním dárcem Demokratické i Republikánské strany. Jeho opulentní životní styl byl kritizován aktivisty, usilujícími o reformu regulací soukromého kapitálu a o restrikce v používání „leveraged buyout“ (LBO) transakcí, které Henry Kravis v podstatě vynalezl. Svým odkupem společnosti RJR Nabisco v roce 1989, provedeným právě pomocí LBO transakce, se zapsal do dějin kapitalismu i v populární kultuře, prostřednictvím knihy Barbarians at the Gate (1989) a následného filmu stejného jména (1993, česky jako Barbaři za branou).